# Дружба (Хабаровський район)
Дру́жба (рос. Дружба) — село у складі Хабаровського району Хабаровського краю, Росія. Адміністративний центр Дружбинського сільського поселення.

## Населення
Населення — 1946 осіб (2010; 2106 у 2002).
Національний склад (станом на 2002 рік):
- росіяни — 94 %